# Quận Greene, Indiana
Quận Greene là một quận thuộc tiểu bang Indiana, Hoa Kỳ.
Quận này được đặt tên theo. Theo điều tra dân số của Cục điều tra dân số Hoa Kỳ năm 2000, quận có dân số 33.157 người. Quận lỵ đóng ở Bloomfield.

## Địa lý
Theo Cục điều tra dân số Hoa Kỳ, quận có diện tích 1414 km2, trong đó có 11 km2 là diện tích mặt nước.